# Zezão
José Augusto Amaro Handa, mais conhecido como Zezão, é um artista plástico e grafiteiro que, desde 1995, realiza e mantém suas obras nas galerias pluviais da cidade brasileira de São Paulo. Atualmente, expõe seus trabalhos de grafitti e assemblage também em galerias de arte e museus.

## Carreira

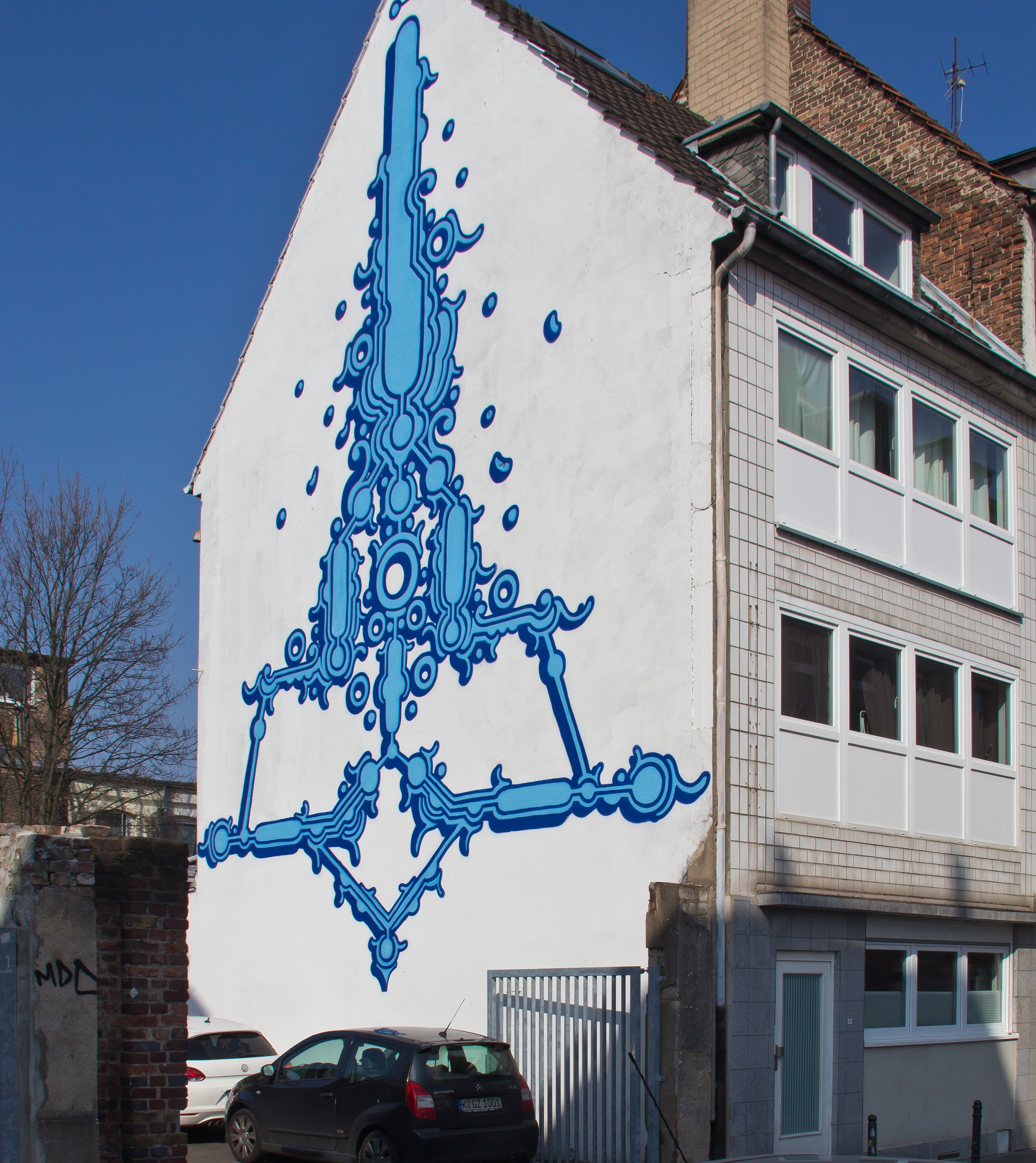
Kolonia (Niemcy), 2013

O grafite surgiu na vida do artista em 1995, como forma de manter sua ligação com a rua, estremecida por um acidente que lhe impediu, aos 24 anos, de continuar andando de skate. Incentivado por Binho Ribeiro, e inspirado nos então já populares Os Gêmeos, Zezão começou no quintal do próprio Binho. Quando se deu conta, estava determinado a deixar sua marca em quantos cantos a cidade tivesse. Apesar de ter conquistado o respeito daquele pequeno grupo de artistas de rua – e Zezão desejou isso profundamente – no final de três anos ele precisou caminhar sozinho
De 1995 a 98 Zezão se dedicou ao grafite dito tradicional, de estilo norte-americano. Autodidata, treinava em casa. Mesmo assim, continuava com dificuldade para finalizar efeitos de proporção, sombra, perspectiva. Quando viu o trabalho do artista nova-iorquino Jean-Michel Basquiat (1960 – 88), Zezão se sentiu autorizado a subverter as rígidas regras da cultura hip hop e começou a criar algo realmente novo. Ao rigor técnico, o artista incluiu intuição e emoção na sua pesquisa. As formas perderam a simetria, a tinta pode correr livremente, até que os dois estilos mais significativos do repertório do Zezão – o colorido e o azul – se estabelecessem.
Ele colocava uma tela no chão, pintava com vassoura. "Isso para mim foi mágico, rompeu todos os cadeados. Pensei: ‘ah, é assim? Então daqui para frente eu vou tentar me expressar mais pela emoção que pela técnica’."
Ao mesmo tempo, a forte repressão policial do final dos anos 90 fazia da rua um lugar difícil de trabalhar. Uma profunda necessidade de continuar pintando levou ele ao Moinho Matarazzo, uma fábrica abandonada. Frequentado por toda sorte de excluídos sociais e cheio de muros em ruínas, foi no Moinho que Zezão praticou e desenvolveu a nova abordagem de sua arte, pós-grafite hip hop. Já ambientado a pintar nessa espécie de submundo povoado por viciados, travestis e moradores de rua, no ano 2000 Zezão foi naturalmente atraído pelas galerias subterrâneas de águas pluviais. De novo, ele encontrou um lugar cheio de paredes pouco ou nada vigiadas para deixar sua marca, a essa altura já na forma que a conhecemos hoje. Era o córrego Cabuçu de Baixo, canalizado sob a avenida Inajar de Souza, Freguesia do Ó, Zona Norte de São Paulo.
O interesse do artista no subterrâneo, inicialmente, era o mesmo que no caso da fábrica: um lugar cheio de passado, decadente, sujo, ignorado pela população acima dele. O que o movia era a busca do ponto exato onde pudesse fazer seu desenho para depois fotografar. Se por um lado Zezão buscava solidão, por outro, nunca deixou de querer que seu trabalho fosse visto. Como um músico precisa do mais sofisticado instrumento para desenvolver seu potencial, Zezão aperfeiçoou sua indumentária de explorador urbano e seu equipamento de foto para tirar o máximo que pudesse das suas incursões ao esgoto. Precários saquinhos de supermercado deram lugar a uma roupa impermeável e uma câmera digital da primeira geração foi substituída por uma manual.
Aproveitando todas as dicas de fotógrafos profissionais que passaram a acompanhá-lo no subterrâneo e fazendo incansáveis testes de luz e lente em casa, o artista aperfeiçoou-se em mais esse suporte, a fotografia. Daí para o vídeo foi só mais um passo.
A relação com o subterrâneo tornou-se uma escolha consciente, fruto de uma sensação de pertencimento que já tinha aparecido no Moinho, e que agora era ainda mais forte. Ex-moto boy, com um passado de dificuldades materiais e existenciais, Zezão se identificava com o córrego transformado em lixo pela urbanização descontrolada de São Paulo.

## Fama
Se o vínculo a uma galeria dificilmente não interfere no trabalho de um artista, no caso de Zezão e a Choque Cultural, pode-se dizer que não dá para contar a história de um sem falar da outra – e vice-versa. Quando, ao lado de Baixo Ribeiro, Mariana Martins fundou a galeria, já conhecia Zezão graças ao Fotolog, espécie de rede social da internet, muito popular entre artistas de rua e seus admiradores. A coletiva inaugural, Calaveras, abriu em 2 de novembro de 2004, com um trabalho de Zezão. Era uma homenagem ao Dia dos Mortos, comemorado no México. No ano seguinte, o artista participou de outra coletiva, a Cata Lixo, e montou sua primeira individual, Subterrâneos, em julho. Em março de 2006, numa iniciativa que movimentou o mundo das artes, a galeria Fortes Vilaça fez um intercâmbio com a Choque: artistas de uma mostraram seus trabalhos na outra e Zezão foi um deles. No final do ano, ele ainda participou de Spray, o novo muralismo latino-americano, no Memorial da América Latina. Pela primeira vez Zezão pode fazer um trabalho de larga-escala dentro de uma instituição. 2007 é o ano que marca a parceria da Choque com a Jonathan Levine, em Nova York, e a estreia internacional de Zezão. A mostra Ruas de São Paulo, inaugurada em 17 de Fevereiro, fez parte do intercâmbio que trouxe artistas americanos ao Brasil no mesmo período. Em março, ele participou de Fabulosas Desordens, na Caixa Econômica Federal, no Rio de Janeiro e, em julho, mostrou trabalhos inéditos na sua segunda individual, Cidade Limpa. No final deste ano, mais uma viagem: além de levar telas para a Cores da Rua, da O Contemporary, Zezão ainda pintou nos subterrâneos de Brighton. Na volta, participou do projeto Coleções 8, da galeria Luisa Strina, ao lado de artistas como Adriana Varejão, Marcos Chaves, Laura Lima e Marepe. Em 2008 foram nada menos que quatro coletivas internacionais: Fresh Air Smells Funny, em Hamburgo, Namesfest, em Praga, Psychedelic Brasil, em Londres e Festival della Creativitá, em Firenze. O ano acabou com sua terceira individual na Choque, Zezão Fotógrafo. No ano seguinte, mais três mostras fora do Brasil. Em Los Angeles, participou de São Paulo, na Scion; em Bremem, apareceu na seleção de obras da Coleção Reinking; e em Paris mostrou trabalho na mostra de verão da Galerie L.J. No Brasil, participou ainda da coletiva Caligrafia, na Choque Cultural, quando mais gente ficou sabendo que o trabalho azul, também conhecido como flop, é derivado das letras em Vicio Pif Dst.

## Exposições
2003 - Painel coletivo na faixada do prédio, MAc USP, São Paulo.
2004 – COLETIVO RUA, MAC, Americana - Brasil.
2004 – CALAVERAS, CHOQUE CULTURAL, São Paulo. 1ª expo – NOVEMBRO, coletiva
2005 – CATA LIXO, CHOQUE CULTURAL, São Paulo. 2ª expo – JANEIRO - coletiva
2005 - SUBTERRANEOS, CHOQUE CULTURAL, São Paulo. JULHO individual
2006 – Choque Cultural na Fortes Vilaça – 19 de março - coletiva
2006 – Spray, o novo muralismo latino-americano, MEMORIAL DA AMÉRICA LATINA, São Paulo. 25 de novembro, 7 de janeiro (1ª fase) - coletiva
2007 – RUAS DE SÃO PAULO, a survey of brazilian street art from sao Paulo - JONATHAN LEVINE gallery, New York - USA. 17 de fevereiro – 17 de março
2007 – FABULOSAS DESORDENS, CAIXA ECONOMICA FEDERAL, Rio de Janeiro. 13 de março – 29 de abril - coletiva
2007 – CIDADE LIMPA, CHOQUE CULTURAL, São Paulo. – individual – 7 de julho – 18 de agosto
2007 – COR DA RUA, OCONTEMPORARY gallery, Brighton – UK. 10 de novembro – 9 de dezembro – coletiva
2007 – Expo fotográfica COLEÇÕES 8, Galeria LUISA STRINA, curadoria: Nessia Leonzini, São Paulo. De 13 de dezembro até 26 de janeiro de 2007
2008 – FRESH AIR SMELL FUNNY, Museu Kunsthalle Dominikanerkirche, Hamburgo - Alemanha. 25 de janeiro – 30 de março
2008 - NAMESFEST, trafkca  Praga -
2008 – PSYCHEDELIC BRASIL - PURE EVIL gallery, London – UK 5 – 30 de setembro
2008 – installation, FESTIVAL DELLA CREATIVITA, Firenze – Itália. – 23 – 26 de outubro
2008 – ZEZÃO FOTÓGRAFO, CHOQUE CULTURAL, São Paulo. 29 de novembro, 24 de dezembro individual
2009 – SÃO PAULO, SCION SPACE, Los Angeles – EUA. 28 de fevereiro – 28 de março
2009 – CALIGRAFIA, GALERIA CHOQUE CULTURAL, São Paulo – Brasil. – 2 de maio / 27 de junho
2009 – URBAN-ART COLLECTION, Reinking Weserburg, Bremen – Alemanha – 16 de maio – 30 de agosto - Urban Art - Works from the Reinking Collection
2009 – UNE ESTIVALE, gallerie LJ, Paris - França. – 4 de julho – 2 de setembro